# Marek Střeštík
Marek Střeštík (Komárno, 1º febbraio 1987) è un ex calciatore ceco, attaccante.

## Palmarès

### Club

#### Competizioni nazionali
- Campionato ungherese: 1

Gyori ETO: 2012-2013
- Supercoppa d'Ungheria: 1

Gyori ETO: 2013